# Estonia w Konkursie Piosenki Eurowizji Junior
Estonia zadebiutowała w Konkursie Piosenki Eurowizji Junior w 2023 roku. Od czasu debiutu konkursem w kraju zajmował się estoński nadawca Eesti Rahvusringhääling (ERR).

## Historia Estonii w Konkursie Piosenki Eurowizji Junior

### Konkurs Piosenki Eurowizji Junior 2003–2022: Brak udziału
W latach 2003–2004 nadawca Eesti Televisioon (ETV) transmitował konkurs.
W 2015 Vladislav Yakovlev kierownik wykonawczy w latach 2013–2015 stwierdził, że Estonia jest zainteresowana debiutem w konkursie. Ostatecznie państwo nie znalazło się na liście krajów uczestniczących 13. Konkursu Piosenki Eurowizji Junior.
W latach 2016–2022 dział prasowy estońskiego nadawcy ERR informował, że kraj nie zadebiutuje z powodu braku środków na sfinansowanie udziału, ale rozważy debiut w kolejnych latach.

### Konkurs Piosenki Eurowizji Junior 2023
29 sierpnia 2023 France Télévisions oraz EBU ogłosiło, że Estonia zadebiutuje w konkursie publikując listę krajów uczestniczących w 21. Konkursie Piosenki Eurowizji Junior. Tego samego dnia estoński nadawca ogłosił, że 11-letnia Arhanna Sandra Arbma została wybrana na reprezentantkę. 16 października 2023 ukazała się konkursowa piosenka „Hoiame kokku” wraz z teledyskiem. 26 listopada Arhanna wystąpiła jako siódma w kolejności i zajęła 15. miejsce na 16 uczestniczących państw, zdobywając 49 punktów, w tym 6 pkt od jury (16. miejsce) oraz 43 pkt od widzów (13. miejsce).  
28 listopada ujawniono że oglądalność konkursu w Estonii wyniosła 62,4 tys widzów, co przełożyło się na udziały w rynku na poziomie 13,9%.  

### Konkurs Piosenki Eurowizji Junior 2024
24 listopada 2023 szefowa estońskiej delegacji Laura Kõrvits, ujawniła że nadawca planuje wykorzystać konkurs Tähtede lava', jako preselekcje wybierające reprezentanta w 2024. Jednak nadawca oczekiwał na informację czy otrzyma stosowne finansowanie które pozwoli na udział w 22. Konkursie Piosenki Eurowizji Junior.
3 maja 2024 nadawca potwierdził, że wybierze reprezentanta za pośrednictwem programu Tähtede lava. Do finału zakwalifikowali się: Tristan Erik Teniste, Milana Fayzullova, Karl-Markkus Rebane i Annabelle Ats. 5 maja finał preselekcji wygrała Annabelle Ats, uzyskując tym samym prawo do reprezentowania Estonii w konkursie. 16 września ujawniono, że konkursowa propozycja nosi tytuł „Tänavad” i jej autorem jest Sven Lõhmus. Premiera piosenki odbyła się 4 października. 16 listopada 2024 Annabelle wystąpiła jako druga w kolejności i zajęła 14. miejsce zdobywszy 55 punktów, w tym 14 pkt od jury (14. miejsce) oraz 41 pkt od widzów (15. miejsce). 
19 listopada 2024 ujawniono, że oglądalność konkursu emitowanego na dwóch kanałach w Estonii wyniosła łącznie 41 tys widzów.  

### Konkurs Piosenki Eurowizji Junior 2025: Brak udziału
11 grudnia 2024 nadawca ERR poinformował, że Estonia rezygnuje z udziału w konkursie w 2025 ze względu na cięcia budżetowe. 11 kwietnia 2025 Karmel Killandi, szefowa estońskiej delegacji w wywiadzie przyznała, że Estonia prawdopodobnie powróci podczas 24. Konkursu Piosenki Eurowizji Junior. Jak stwierdziła: „na konkurs pojedzie zwycięzca kolejnej edycji formatu Tähtede lava”. Killandi podkreśliła, że ze względu na cykliczny charakter programu; który odbywa się co dwa lata, w 2025 nie było możliwości wyłonienia potencjalnego reprezentanta oraz stwierdziła że stacja nie ma środków aby program odbywał się corocznie. 

## Uczestnictwo
Estonia uczestniczyła w Konkursie Piosenki Eurowizji Junior od 2023 do 2024 roku. Poniższa tabela uwzględnia wszystkich estońskich reprezentantów, tytuły konkursowych piosenek i języki w których były śpiewane oraz wyniki w poszczególnych latach.
| Rok                        | Artysta   | Piosenka       | Język               | Miejsce | Punkty |
| -------------------------- | --------- | -------------- | ------------------- | ------- | ------ |
| 2023                       | Arhanna   | „Hoiame kokku” | estoński, angielski | 15      | 49     |
| 2024                       | Annabelle | „Tänavad”      | estoński            | 14      | 55     |
| Brak reprezentanta od 2025 |           |                |                     |         |        |

## Historia głosowania w finale (2023–2024)
Poniższe tabele pokazują, którym krajom Estonia przyznawała w finale konkursu punkty oraz od których państw estońscy reprezentantci otrzymywali noty.
| Lp. | Kraj      | Punkty |
| --- | --------- | ------ |
| 1.  | Armenia   | 18     |
| 2.  | Hiszpania | 17     |
| 3.  | Francja   | 14     |
| 4.  | Albania   | 13     |
| 5.  | Gruzja    | 12     |

| Lp. | Kraj                                                   | Punkty |
| --- | ------------------------------------------------------ | ------ |
| 1.  | Francja                                                | 6      |
| 2.  | Niemcy                                                 | 4      |
| 3.  | Gruzja · Włochy · Macedonia Północna · Wielka Brytania | 2      |
| 4.  | Hiszpania · Ukraina                                    | 13     |

## Komentatorzy i sekretarze
Spis poniżej przedstawia wszystkich estońskich komentatorów konkursu oraz krajowych sekretarzy podających punkty w finale.
| Komentatorzy i sekretarze z Estonii                | Komentatorzy i sekretarze z Estonii                                 | Komentatorzy i sekretarze z Estonii | Komentatorzy i sekretarze z Estonii |
| Rok                                                | Komentator                                                          | Sekretarz                           | Źr.                                 |
| -------------------------------------------------- | ------------------------------------------------------------------- | ----------------------------------- | ----------------------------------- |
| 2003                                               | b.d                                                                 | Kraj nie brał udziału w konkursie   | [ 35 ]                              |
| 2004                                               | b.d                                                                 | Kraj nie brał udziału w konkursie   | [ 35 ]                              |
| Brak reprezentanta i transmisji w latach 2005–2022 |                                                                     |                                     |                                     |
| 2023                                               | estoński: Marko Reikop, rosyjski: Aleksandr Hobotow i Julia Kalenda | Iris Ashton                         | [ 36 ]                              |
| 2024                                               | estoński: Marko Reikop, rosyjski: Aleksandr Hobotow i Julia Kalenda | Arhanna                             | [ 37 ]                              |